# AMSN
AMSN (Alvaros Messenger), av klienten själv skrivet aMSN, är ett direktmeddelandeprogram med stöd för protokollet MSN. Programmet är baserat på öppen källkod och finns till bland annat Microsoft Windows, Linux och Mac OS.
Programmet bygger på  Tk-biblioteket, som inte är lika modernt som GTK+ eller Qt. Till exempel så stödjer ingen stabil version av Tk antialiasing, vilket ger AMSN ett omodernt utseende.
Vissa Emesene- och AMSN-utvecklare har förts samman i ett projekt vid namn AMSN2. AMSN2 kommer främst vara baserat på EFL-biblioteket, men kommer även ha stöd för cocoa, ncurses och GTK+.